# 錫達鎮區 (明尼蘇達州馬丁縣)
錫達鎮區（英語：Cedar Township）是位於美國明尼蘇達州馬丁縣的一個行政鎮區。

## 地方資料
錫達鎮區的面積為92.65平方千米，當中陸地面積為89.90平方千米，而水域面積為2.74平方千米。根據2020年美國人口普查的數據，當地共有人口196人，而人口密度為每平方千米2.12人。